# Qudos Bank Arena
Pour les articles homonymes, voir Acer.
La Qudos Bank Arena (autrefois Sydney SuperDome, Acer Arena et Allphones Arena) est une salle omnisports située à Homebush dans la banlieue ouest de Sydney, dans le Sydney Olympic Park. C'est la plus grande arène sportive couverte en Australie. 
Elle peut recevoir jusqu'à 21 000 personnes lors des concerts et environ 18 000 spectateurs lors des rencontres sportives comme le basket-ball ou le netball. Le bâtiment dispose de 3 400 places de stationnement dans les environs.

## Histoire
Conçu et construit par Abigroup Ltd en collaboration avec Obayashi Corporation, le site est reconnu par les experts comme égal à la plus belle arène dans le monde d'aujourd'hui.
L'un des principaux sites des Jeux olympiques d'été de 2000 et des Jeux paralympiques d'été de 2000 à Sydney, la Acer Arena a organisé les épreuves de gymnastique artistique, trampoline, la finale de basket-ball et de basket-ball en fauteuil roulant.
Le complexe de 200 millions de dollars de dollars australiens a été conçu et construit pour fixer de nouveaux repères dans l'aménagement urbain, l'accès pour les personnes handicapées, le confort des spectateurs, l'efficacité d'opération et la sûreté de fonctionnement olympique.
Le projet total est composé de 3 sous-sites individuels: la Acer Arena de 190 millions de dollars, un espace de 3 400 places de stationnement de 25 millions de dollars et des aménagements extérieurs couvrant plus de 32 000 mètres carrés pour aussi 25 millions de dollars de dollars.
L'Arena a reçu le prix Banksia Award for Construction Practices en 1999. Officiellement ouvert par le Premier ministre de Nouvelle-Galles du Sud, Bob Carr, en novembre 1999 avec un spectacle de gala de Luciano Pavarotti. Le bâtiment a accueilli de nombreux événements comme le Supercross, le tennis, des concerts de rock, des comédies musicales, des spectacles religieux, banquets et autres. Propriété de PBL Media, le complexe est géré par AEG Ogden.

## Événements
- Supercross Masters, depuis 1999
- Jeux olympiques d'été de 2000
- Jeux paralympiques d'été de 2000
- Hillsong Conference, depuis 2001
- ARIA Awards, depuis 2003
- MTV Australia Awards, depuis 2006
- Hillsong Colour Your World Women's Conference, depuis 2007
- Concert de Britney Spears, le 16, 17, 19, 20 et 21 novembre 2009
- Concert de Muse, le 09 et 10 décembre 2010 pour The Resistance Tour, concert à guichets fermés
- Concert de Lady Gaga, le 20, 21, 23 et 24 juin 2012 pour The Born This Way Ball Tour
- Concerts de Beyoncé le 31 octobre, 1er, 2 et 3 novembre 2013 dans le cadre de sa tournée The Mrs. Carter Show World Tour
- Concert de Lady Gaga (artRAVE : The ARTPOP Ball), 30 août 2014
- Concerts de Katy Perry le 21, 22, 24, 25 novembre et le 12 et 13 décembre 2014, tous complets, lors du The Prismatic World Tour
- Concerts de Madonna le 19 et 20 mars 2016 dans le cadre de sa tournée Rebel Heart Tour
- Concert de Joker Xue, le 7 avril 2019 pour Skyscraper World Tour
- IEM Sydney depuis 2017

## Galerie

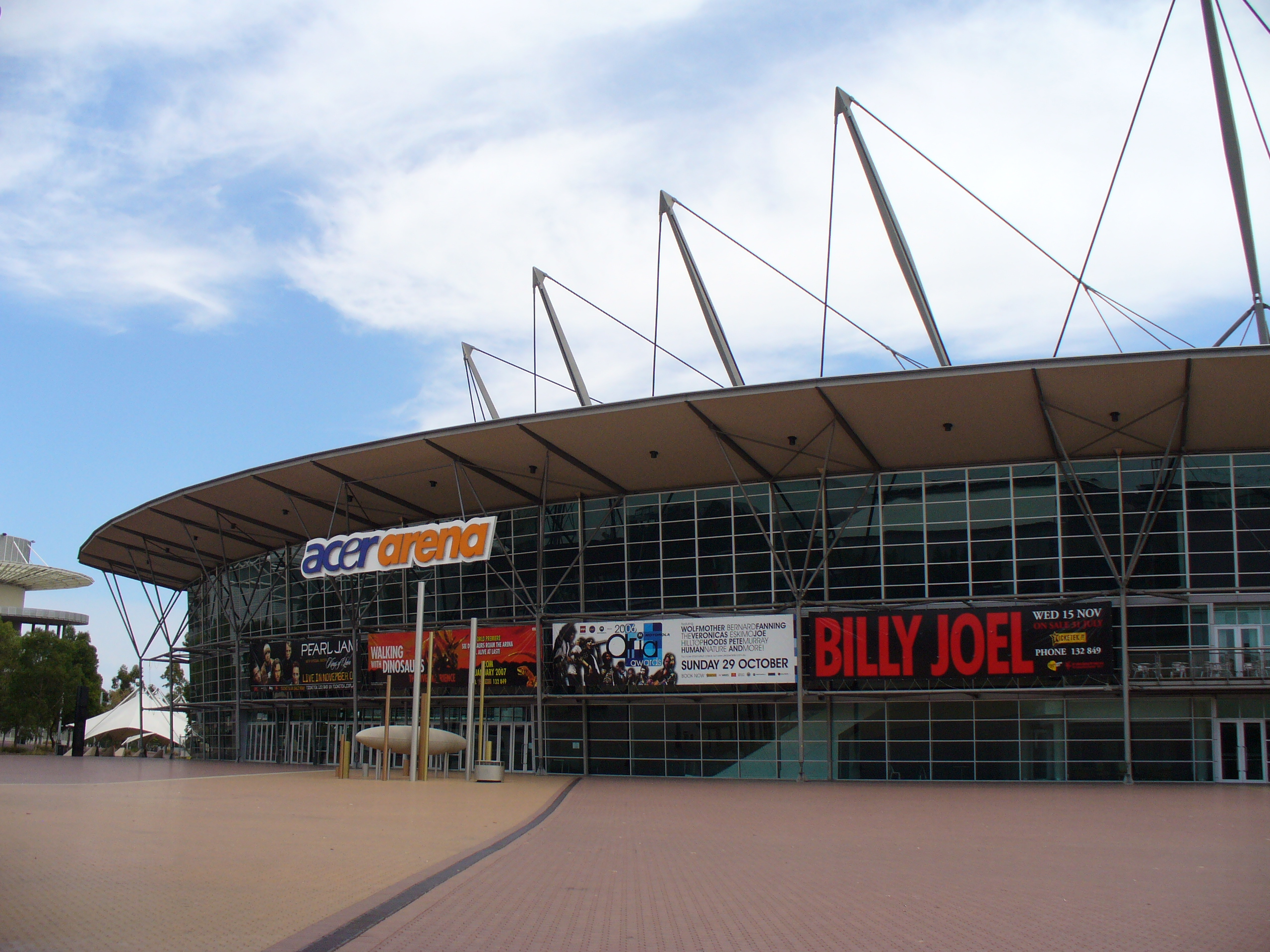
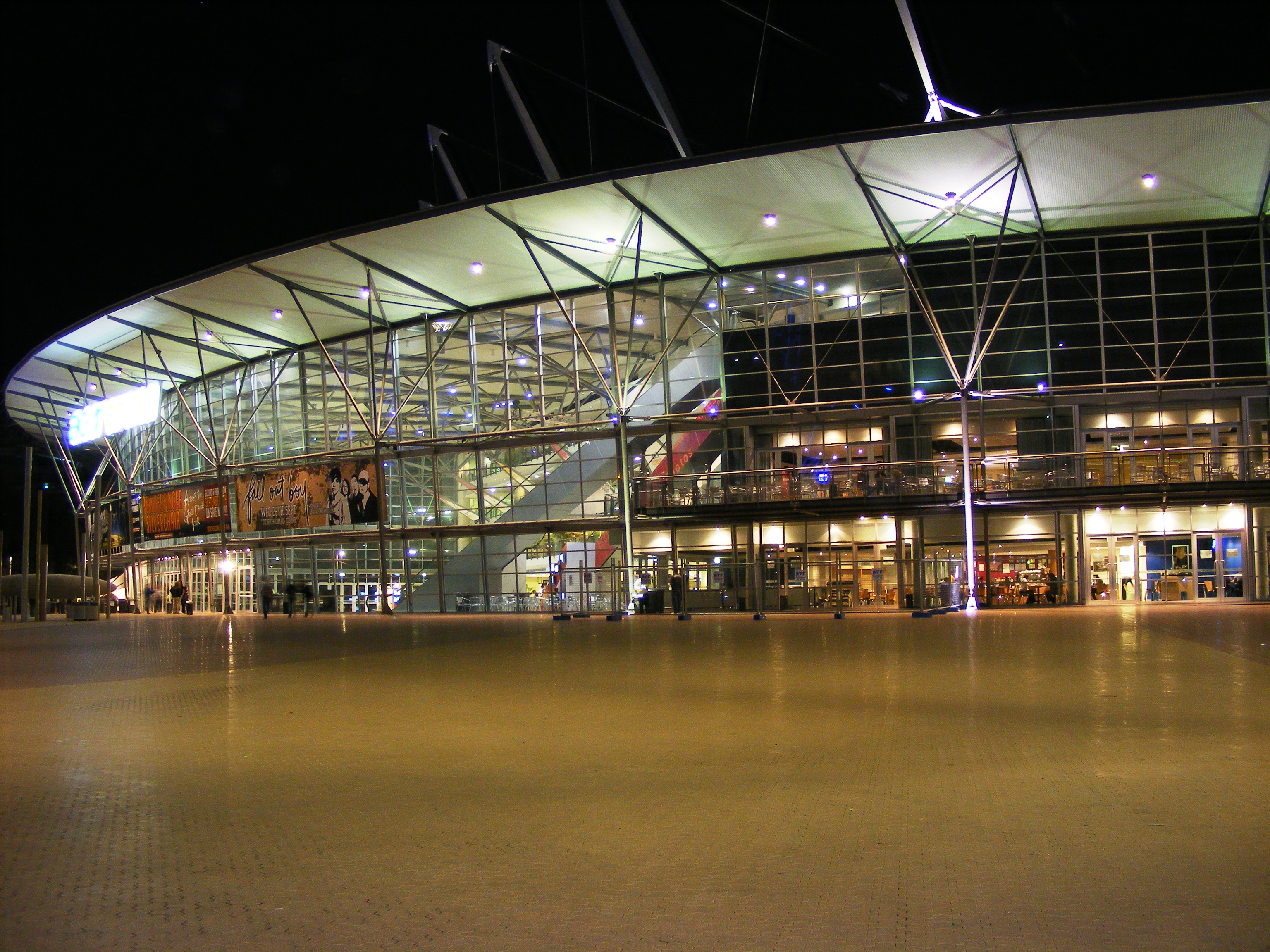
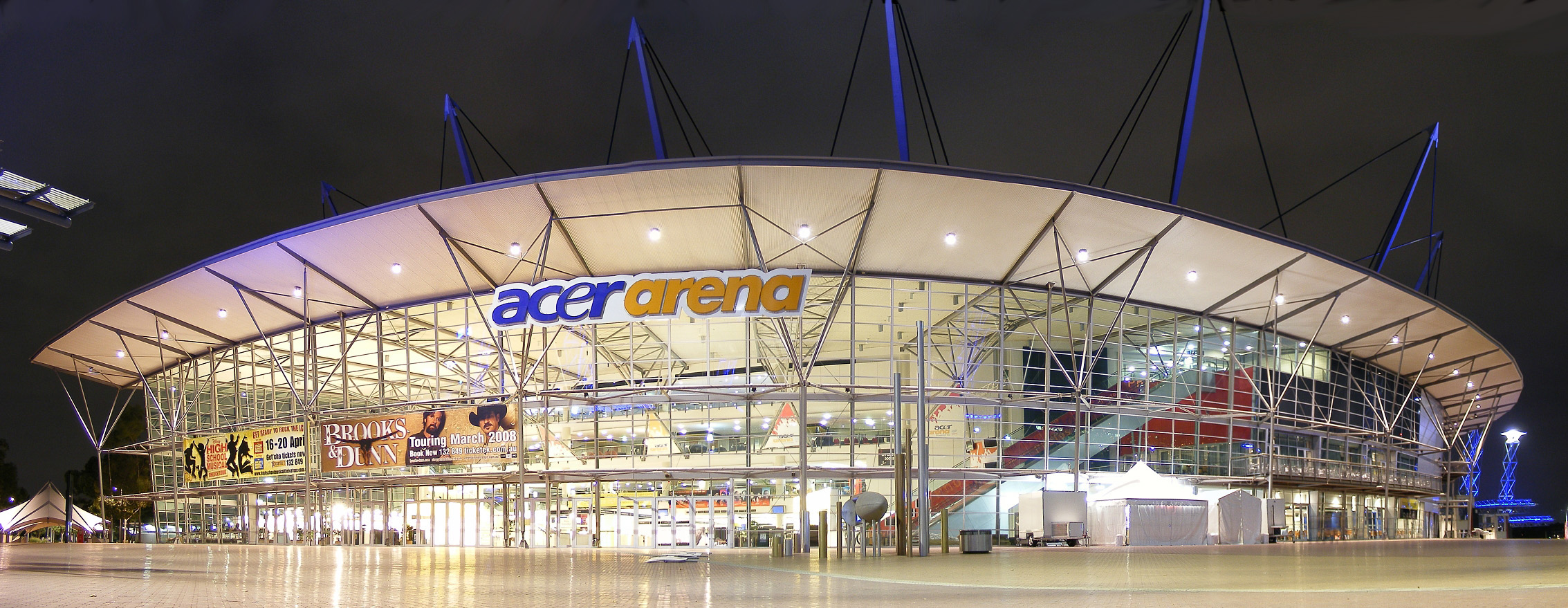
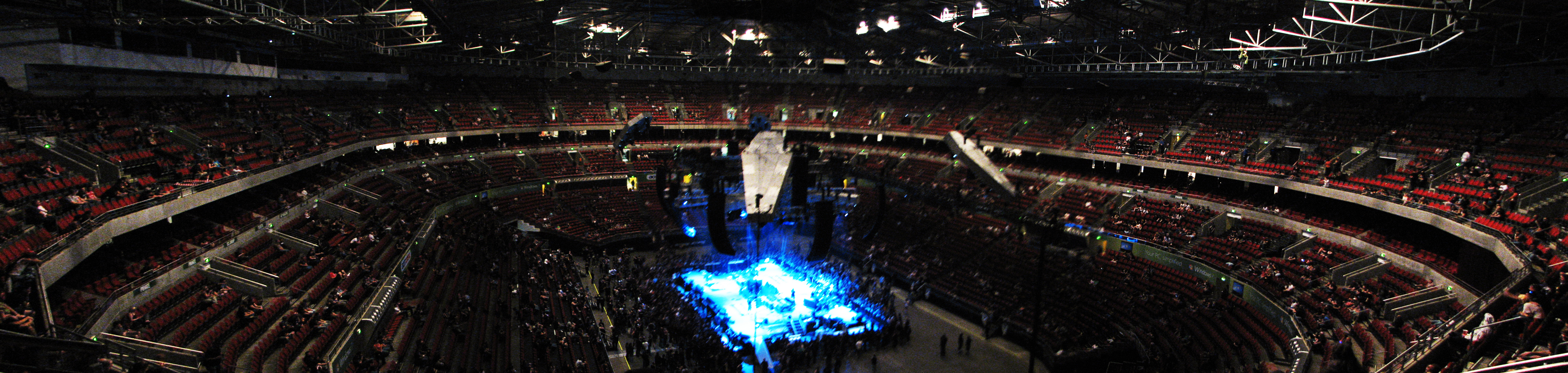